# JDP2
La proteína de dimerización Jun 2 (JDP2) es una proteína codificada en humanos por el gen jdp2.

## Interacciones
La proteína JDP2 ha demostrado ser capaz de interaccionar con:
- ATF2.[5]